# Alessandro Arnaboldi
Alessandro Arnaboldi, född 19 december 1827 i Milano, död där 8 september 1896, var en italiensk skald.
Arnaboldi är mest känd för dikten "La suonata del diavolo" ("Djävulssonaten"), med uppslag från Tartinis berömda sonat "Il trillo del diavolo" ("Djävulsdrillen").